# Leite

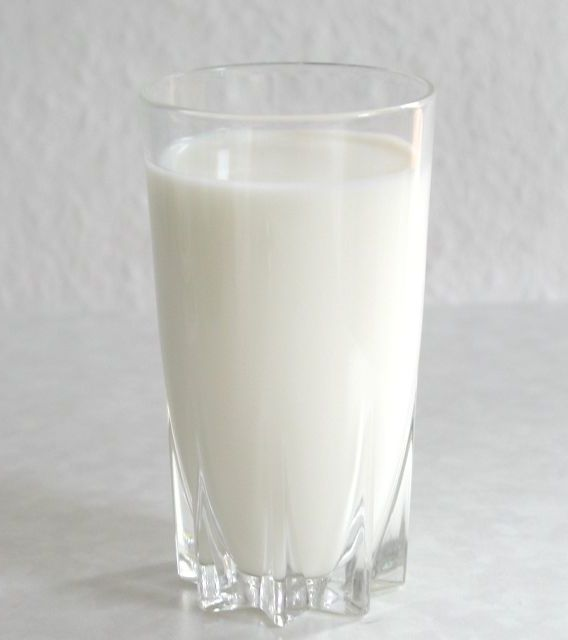
O leite mais produzido e distribuído para o consumo humano é o da vaca.

Leite é uma secreção nutritiva de cor esbranquiçada e opaca produzida pelas glândulas mamárias das fêmeas dos mamíferos (incluindo os monotremados).
O líquido é produzido pelas células secretoras das glândulas mamárias ou mamas. A secreção láctea de uma fêmea dias antes e depois do parto se chama colostro. Em grande parte das espécies, existem duas glândulas (ou dois conjuntos de glândulas), uma em cada mamilo (localizado na parte frontal superior entre os seres humanos, ou na parte ventral dos quadrúpedes).
Também se denomina "leite" o suco de certas plantas ou frutos: leite de coco, leite de soja, de arroz ou de amêndoa. Contudo, para a definição científica, o termo não se aplica aos sucos de nozes.
Minas Gerais é o principal estado brasileiro produtor de leite, tendo participação de 41% de toda a produção nacional. O Paraná mantém a segunda posição, com 19% da produção. Goiás foi o estado que apresentou maior aumento no número de produtores da listagem saltando de 8 para 12%. São Paulo é o quarto maior produtor do país, embora tenha, ao longo dos anos, perdido produtores na listagem (em 2001, respondia por 29% contra 10% em 2012). Outros grandes produtores de leite são os estados do Rio Grande do Sul, Bahia e Ceará. Segundo dados de 2012 da MilkPoint.

## Importância
A principal função do leite é nutrir (alimentar) os filhos até que sejam capazes de digerir outros alimentos. O leite materno cumpre as funções de proteger o trato gastrointestinal das crias contra antígenos, toxinas e inflamações e contribui para a saúde metabólica, regulando os processos de obtenção de energia (em especial, o metabolismo da glicose e da insulina).
É o único fluido que as crias dos mamíferos (ou bebê de peito) ingerem até o desmame, apesar de que hoje em dia algumas crianças passam a ser alimentadas por outros fluidos por se constatar alergia ao leite. O leite de animais domesticados forma parte da alimentação humana adulta em alguns países: de vaca, principalmente, mas também de ovelha, cabra, égua, etc.
O leite é a base de numerosos laticínios, como a manteiga, o queijo, o iogurte, entre outros. É muito frequente o uso de derivados do leite nas indústrias alimentícias, químicas e farmacêuticas, em produtos como o leite condensado, leite em pó, soro de leite, caseína ou lactose.

## História

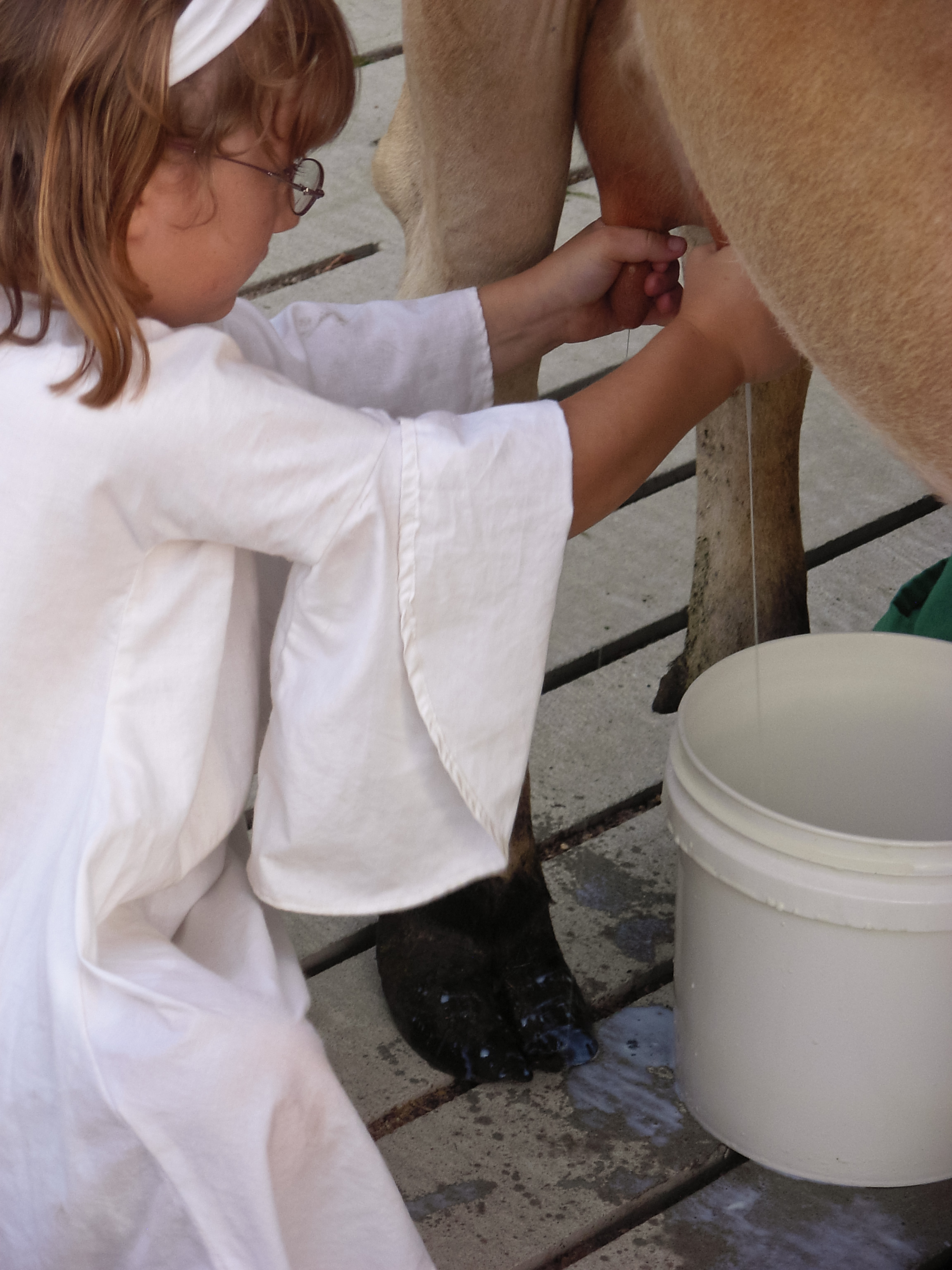
Ordenha manual

O consumo humano do leite de origem animal começou a crescer rapidamente após o surgimento da agricultura e com este a domesticação do gado durante o chamado "ótimo climático". Este processo se deu em especial no Oriente Médio, impulsionando a Revolução Neolítica. A evidência direta mais antiga do consumo de leite é do período neolítico, cerca de 6 000 atrás. O primeiro animal domesticado foi a vaca, e em seguida a cabra, aproximadamente na mesma época; finalmente a ovelha, entre 9 000 e 8 000 a.C..
Existem hipóteses, como a hipótese do genótipo poupador, que supõe uma mudança fundamental nos hábitos alimentares das populações de caçadores-coletores, que passaram a ingeri-lo esporadicamente, a fim de receber carboidratos. Esta mudança fez com que as populações euro-asiáticas se tornassem mais resistentes à diabetes tipo 2 e mais tolerantes à lactose, em comparação com outras populações humanas, que só mais recentemente conheceram os produtos derivados da pecuária. Contudo, esta hipótese não pode ser confirmada, inclusive por seu próprio autor. James V. Neel a refutou, alegando que as diferenças observadas nas populações poderiam ser atribuídas a outros fatores ambientais.
Durante a Antiguidade e a Idade Média, o leite era muito difícil de se conservar e portanto era consumido fresco ou em forma de queijo. Com o tempo, foram sendo desenvolvidos outros laticínios, como a manteiga.
A Revolução Industrial na Europa, por volta de 1830, trouxe a possibilidade de transportar o leite fresco de zonas rurais às grandes cidades, graças a melhorias no sistema de transportes. Com o tempo, apareceram novos instrumentos na indústria de processamento do leite. Um dos mais conhecidos é o da pasteurização, criada em 1864 por Louis Pasteur e depois sugerida para ser usada no leite em 1886 pelo químico microbiologista alemão Franz von Soxhlet.
Estas inovações conseguiram que o leite ganhasse um aspecto mais saudável, tempos de conservação mais previsíveis e processamento mais higiênico.
De acordo com a revista Proceedings of the National Academy of Sciences, os seres humanos do neolítico presentes na Europa não possuíam o gene da lactase presente em seus DNAs, o que sugere que eram intolerantes ao leite; uma vez que sem a lactase, beber leite pode causar inchaço, dores abdominais e diarreia. Tal estudo foi possível graças aos exames de DNA extraído de esqueletos.

## Biologia

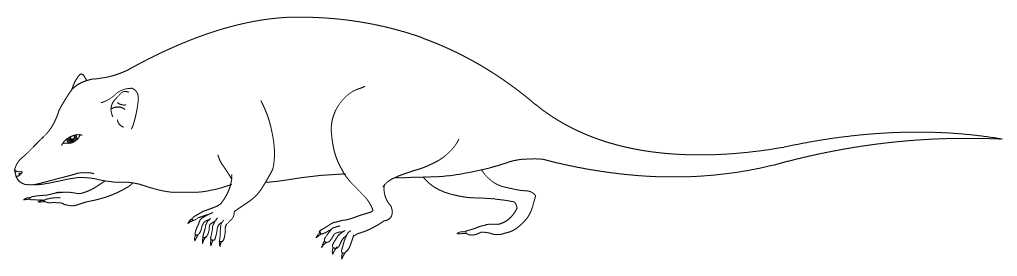
O mamífero Eomaia scansoria foi o ancestral dos mamíferos placentários e acredita-se que contava com a capacidade de produzir leite como os mamíferos da atualidade

A produção de leite para nutrir as crias pode ser um salto evolutivo associado ao hormônio prolactina. Acredita-se que os mamíferos procedam de um grupo próximo aos tritelodôntidos, de fins do período triássico. Há indícios de que eles já davam sinais de lactância.
Sabe-se que algumas espécies de peixes do gênero Uaru (Família Cichlidae) nutrem suas crias com um fluido semelhante ao leite.
O leite de papo está presente em diversos grupos de aves, como os pombos, os flamingos e os pinguins. Do ponto de vista biológico, trata-se de um verdadeiro leite, secretado por glândulas especializadas.
Entre as muitas teorias existentes, foi proposto que a produção de leite surgiu porque os antepassados mammaliaformes tinham ovos com casca mole, como os atuais monotremados, o que provocava sua rápida desidratação. O leite seria então uma modificação da secreção das glândulas sudoríparas, destinada a transferir água aos ovos. Outros autores, numa teoria que pode ser complementar à anterior, opinam que as glândulas mamárias procedem do sistema imune inato e que a lactação seria, em parte, uma resposta inflamatória ao dano nos tecidos e à infeção. Ainda que existam dificuldades, vários enfoques aproximam a data de aparição do leite na história evolutiva:

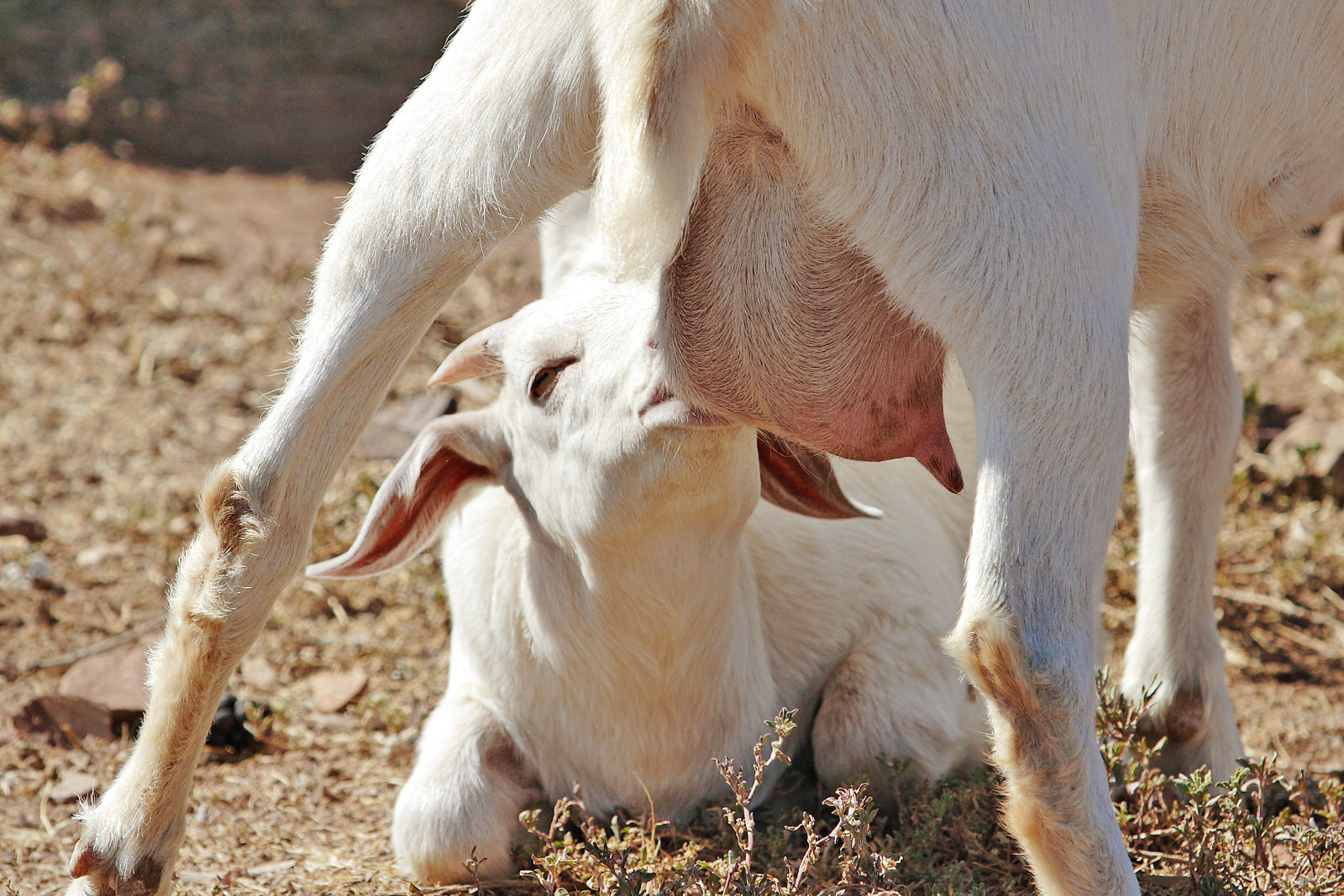
A necessidade evolutiva de alimentar as crias é satisfeita com a produção de leite própria dos mamíferos

- Em primeiro lugar, a caseína tem uma função, comportamento e inclusive motivos estruturais similares à vitelogenina. A caseína apareceu entre 200 e 310 milhões de anos atrás. Observa-se que, ainda que em monotremas ainda exista a vitelogenina, ela foi substituída progressivamente pela caseína, permitindo um menor tamanho dos ovos e finalmente sua retenção intra-uterina.[15]
- Por outro lado, observam-se modificações anatômicas nos cinodontos avançados que só se explicam pela aparição da lactância, como o pequeno tamanho corporal, ossos epipúbicos e baixo nível de reposição dental.[16]

O fóssil mais antigo dos mamíferos placentários descoberto até o momento é o do Eomaia scansoria, um pequeno animal que exteriormente se assemelhava aos roedores atuais e viveu há 125 milhões de anos durante o período Cretáceo. É quase certo que este animal produzia leite como os mamíferos placentários atuais.

### Composição
A composição do leite envolve diversos elementos, com destaque para a água, proteínas e gorduras. Em relação aos nutrientes, sua composição exata varia conforme a espécie e modo de vida da fêmea lactante, mas de modo geral, é encontrado no leite de quase todos os mamíferos, significativas quantidades de lactose, caseína, vitaminas e sais minerais diversificados.
O leite dos mamíferos marinhos, como, por exemplo, das baleias, é muito mais rico em gorduras e nutrientes que o dos mamíferos terrestres.

### Genética, histologia e citologia

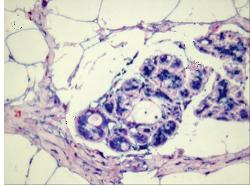
Preparação histológica de uma glândula mamária humana tingida com Eag 1

A genética do leite trata, em parte, de descrever os genes implicados em sua biossíntese, assim como sua regulação e, por outra, da seleção de raças ou indivíduos ou sua modificação genética para aumentar a produção, sua qualidade ou utilidade. Disto também se ocupa a zootecnia.
Regulação
A produção de leite está regulada por hormônios lactogênicos (insulina, prolactina e glucocorticoides), citocinas e fatores de crescimento e por substrato. Estes ativam fatores de transcrição, tais como Stat5 (ativado por prolactina). Várias sequências desses fatores foram identificadas, como o anterior e também os seguintes: BLGe-1, OCT-1, C/EBP, Gr, Ets-1, YY1, Fator 5, Ying Yang 1 e a proteína de ligação ao fator CCAAT. Estes elementos situam-se geralmente a uma distância variável, conforme a espécie (nas caseínas humanas sensíveis ao cálcio é uma das mais distantes da origem de transcrição, a -4700/ -4550 nucleótideos) e se reúnem em grupos (clusters) que contêm tanto elementos negativos como positivos, regulando-se por combinações de fatores, de onde decorre a grande variabilidade na regulação de cada proteína. Por exemplo, as caseínas parecem regular-se independentemente umas das outras. (Fox e McSweenee, 2003) Os transcritores (mRNA) das proteínas do leite chegam a constituir de 60 a 80% de todo o RNA presente numa célula epitelial durante a lactância.
Genômica
As redes de regulação gênica na produção de leite ainda não são bem compreendidas. A partir de um estudo realizado mediante microarrays, localização celular, interações interproteicas e coleta de dados gênicos na literatura, foi possível extrair algumas conclusões gerais:
- Cerca de um terço do transcriptoma está envolvido na construção, funcionamento e desmontagem do aparelho de lactância.
- Os genes envolvidos no aparelho de secreção são transcritos antes da lactância.
- Todos os transcritores endógenos derivam de menos de 100 genes.
- Enquanto alguns genes são transcritos caracteristicamente próximo ao início da lactância, este início é mediado principalmente de forma pós-transcricional.
- A secreção de materiais durante a lactância sucede não por sobrerregulação de funções genômicas novas, mas por uma supressão transcricional generalizada de funções como a degradação de proteínas e comunicações célula-ambiente.

Citologia
As células epiteliais secretoras de leite separam ativamente os materiais procedentes dos vasos sanguíneos circundantes, ao que deu o nome de "barreira mamária" (em analogia à barreira hematoencefálica). Uma vez franqueada a barreira, as células obtém os precursores que necessitam para a fabricação de leite através de sua membrana basal e basolateral, que seriam: íons, glucose, ácidos gordurosos e aminoácidos. Em ruminantes também se utiliza o acetato e o β-hidroxibutirato como precursores. Algumas proteínas, em especial as imunoglobulinas também podem traspassar esta barreira. O leite é expulso pela membrana apical. Os lípidios do leite se sintetizam no retículo endoplásmico liso, tanto que a caseína deve maturar-se no aparato de Golgi, onde também tem lugar a biossíntese da lactose.
Histologia
Do ponto de vista histológico, o leite se produz nas glândulas mamárias, que são uma evolução por hipertrofia das glândulas sudoríparas apócrinas associadas ao pelo, o qual ainda se evidencia nos ornitorrincos. A glândula mamária ativa é composto por lóbulos, cada um dos quais possui numerosos alvéolos e estes, por sua vez, são revestidos por células epiteliais cúbicas altas ou baixas, dependendo do ciclo de atividade, que são as encarregadas de produzir o leite. Entre estas e a lâmina basal do alvéolo se encontram algumas células mioepiteliais estriadas. O epitélio dos dutos entre os alvéolos é um bom exemplo de epitélio biestratificado cúbico (Bloom-Fawcet, 1999).

## Definição e obtenção

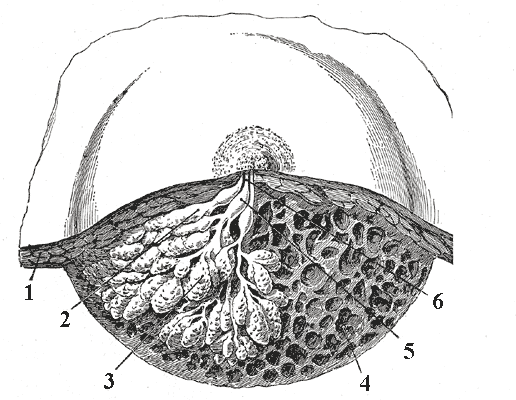
Estrutura de uma glândula mamária humana durante a lactância: 1-Gordura, 2-Lóbulo do ducto lactífero, 3-Lóbulo, 4-Tecido conectivo, 5-Seio lactífero, 6-Duto lactífero

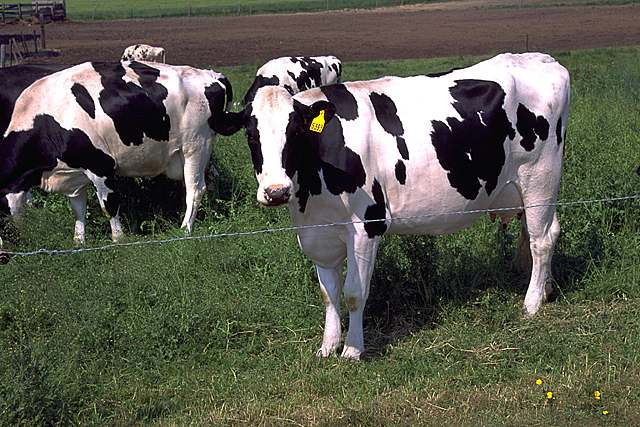
O leite de vaca da raça Holstein é a que se emprega com maior frequência nas granjas leiteiras

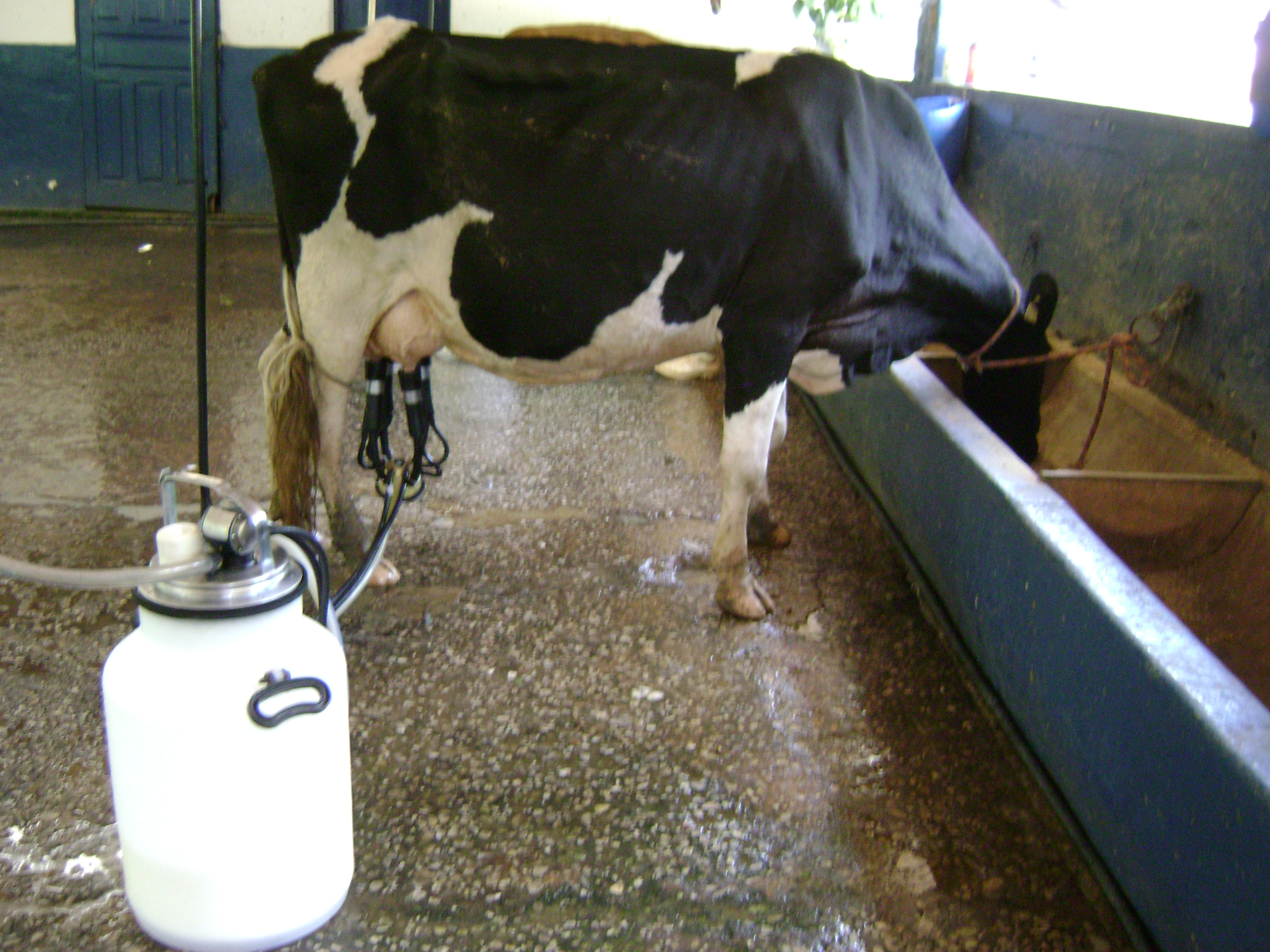
Hoje a retirada de leite pode ser feita mecanicamente

Pode-se definir o leite de acordo com os seguintes aspectos:
- Biológico: é uma substância secretada pela fêmea dos mamíferos com a finalidade de nutrir às crias.
- Legal: produto da ordenha de um mamífero são e que não representa perigo para o consumo humano.
- Técnico ou físico-químico: sistema em equilíbrio, constituído por três sistemas dispersos: solução, emulsão e suspensão.
- Zootécnico: o produto oriundo da ordenha completa e ininterrupta, em condições de higiene, de vacas sadias, bem alimentadas e descansadas.

### Animais produtores de leite
Atualmente, o leite que mais se utiliza na produção de laticínios é o de vaca (devido às propriedades que possui, às quantidades que se obtém, agradável sabor, fácil digestão, assim como a grande quantidade de derivados obtidos). Contudo, não é o único que se consome. Também são consumidos o leite de cabra, asna, égua, camela, entre outras. O consumo de determinados tipos de leite depende da região e o tipo de animais disponíveis. O leite de cabra é ideal para fazer doce de leite e nas regiões árticas se usa o leite de baleia. O leite de asna e de égua são os que contêm menos gordura, enquanto o de foca contém 50% a mais..
O leite de origem humana não é produzido nem distribuído em escala industrial. Contudo, pode obter-se mediante doações. Existem bancos de leite que se encarregam de recolhê-lo para proporcioná-lo às crianças prematuras ou alérgicas que não podem consumi-lo de outro modo. Em nível mundial, existem várias espécies de animais das que se pode obter leite: a ovelha, a cabra, a égua, a burra, a camela (e outras camélidas, como a llama ou a alpaca), a búfala, a rena e a fêmea do alce.
O leite proveniente da vaca (Bos taurus) é o mais importante para a dieta humana e o que tem mais aplicações industriais.
- A vaca europeia e índica (Bos taurus) começou a ser domesticada há 11 mil anos com duas linhas maternas distintas, uma para as vacas europeias e outra para as índicas.[26] O ancestral do atual Bos taurus se denominava Bos primigenius. Tratava-se de um bovino de chifres grandes que foi domesticado no Oriente Médio, espalhou-se por parte da África, e deu lugar à famosa raça zebu da Ásia central. O zebu é valorizado por seu volume de carne e por seu leite. A variante europeia do Bos primigenius tem os chifres mais curtos e é adaptada para a criação em estábulos. É a que deu origem ao maior conjunto de raças leiteiras tais como a Holstein, Guernsey, Jersey, etc.
- O búfalo: O denominado búfalo de água (Bubalus bubalis) foi domesticado em 3000 a.C. na Mesopotâmia. Este animal é muito sensível ao calor e seu nome denota o costume que tem de meter-se na água para proteger-se dele. Em geral, é pouco conhecido no Ocidente. Os árabes trouxeram-no para o Oriente Médio durante a Idade Média (700 a.C.). Seu uso em certas zonas da Europa data daquela época. Por exemplo, na elaboração da famosa mozzarella de búfala italiana. Os produtos elaborados com leite de búfala começam a substituir, em algumas comunidades, os produzidos com leite de vaca.
- O iaque:, chamado cientificamente Bos grunniens, é um bovino de pelagem longa que contribui de forma fundamental na alimentação das populações do Tibet e da Ásia central. Possui um leite rico em proteínas e em gorduras (sua concentração é superior à da de vaca). Os tibetanos elaboram com ele manteigas e diferentes laticínios fermentados. Um dos mais conhecidos é o chá com manteiga salgado.

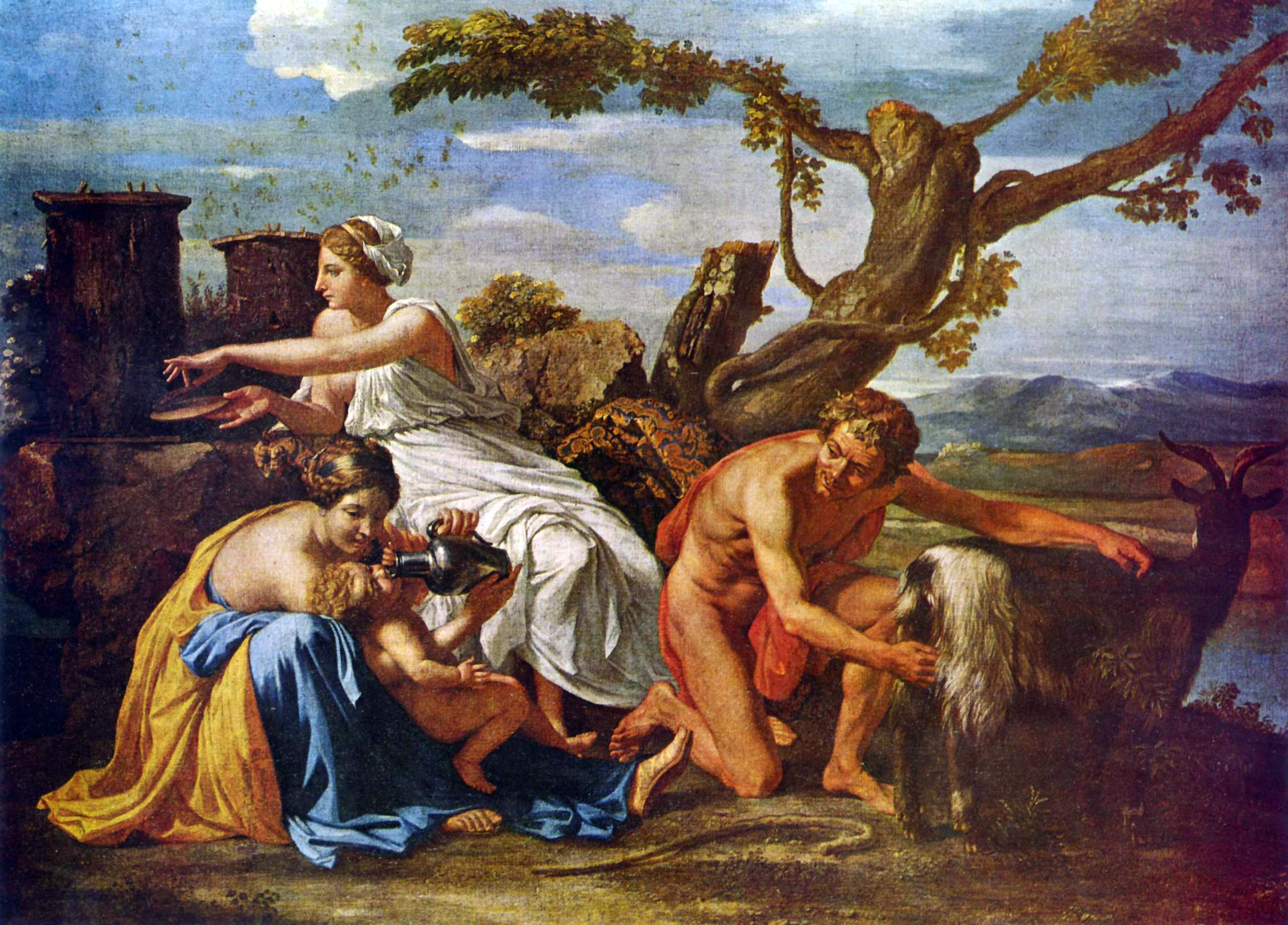
O deus mitológico Zeus ordenhando a cabra amalteia

- A ovelha: foi domesticada no levante mediterrâneo, principalmente a partir da espécie Ovis aries. A partir de evidencias arqueológicas, cinco linhas mitocondriais produzidas entre 9000 e 8000 foram identificadas a. C.[27] O leite de ovelha é mais rico em conteúdo gorduroso que o leite de búfalo e inclusive é mais rico em conteúdo proteico. É muito valorizado nas culturas mediterrânicas.
- A cabra: começou a ser domesticada principalmente no vale do rio Eufrates e nos montes Zagros, a partir da espécie Capra hircus aproximadamente ao mesmo tempo que as vacas (10 500 anos).[28][29] Possui um leite com um sabor e aroma fortes. O leite caprino é um pouco diferente do de ovelha, principalmente no sabor, contém uma maior quantidade de sais, o que lhe dá o sabor levemente salgado. Além disso, é mais rica em natas (caseinatos), e apresenta maiores níveis de cálcio. O leite de cabras apresenta em sua composição maior teor de α-caseína aliado ao tamanho das micelas de gordura serem menores quando comparado com leite de vaca, o que lhe confere características medicinais, sendo muito utilizado no controle de problemas de intolerância a leite de outras espécies, problemas respiratórios como asma, bronquite e problemas gastrointestinais. Com a gordura deste leite se fabrica o queijo de cabra, iogurte, e atualmente cosméticos. Dentre as raças caprinas especializadas na produção de leite destacam-se as cabras: Saanen, Pardo Alpina, Toggenbourg, Alpina Americana e Anglo-Nubiana.
- O camelo é um animal distante dos bovídeos e caprídeos (cabras e ovelhas). Foi domesticado em 2500 a.C. na Ásia Central. Seu leite é muito apreciado nos climas áridos, nos quais algumas culturas o utilizam constantemente, por exemplo, no noroeste da África.
- A llama e a alpaca: São animais comuns na Cordilheira dos Andes na América do Sul. Sua produção láctea se destina principalmente ao consumo local e não tem grande projeção industrial.[30]
- Cervídeos: Em diversas populações próximas ao Ártico, é frequente o consumo do leite de cervídeos, como a rena (Rangifer tarandus) e a fêmea do alce (Alces alces). Esta última se comercializa na Rússia e na Suécia. Alguns estudos sugerem que pode proteger as crianças contra as doenças gastrointestinais.[31]
- Equídeos: A produção de leite de égua é muito importante para muitas populações das estepes da Ásia central, em especial para a produção de um derivado fermentado chamado kumis, que é consumido cru e tem um poderoso efeito laxante.[32] Este leite tem conteúdo mais elevado em hidratos de carbono que o de cabra ou vaca e, por isso, é melhor para fermentados alcoólicos. Estima-se que na Rússia existam 230 000 cavalos dedicados à produção de Kumis.[33] O leite de asna é um dos mais semelhantes ao humano quanto à composição. Estudos foram realizados com êxito para administrá-lo como alimento a crianças alérgicas ao leite de vaca.[34] Também existem granjas em Bélgica que produzem leite de asna para usos cosméticos.[35] Uma das pessoas das chamadas "extremamente longevas", a equatoriana Maria Ester Capovilla, que faleceu com quase 117 anos, alegou que o segredo de sua longevidade era o consumo diário deste tipo de leite.[36] O leite de zebra converteu-se em artigo de luxo demandado por milionários excêntricos.[37]

### A ordenha

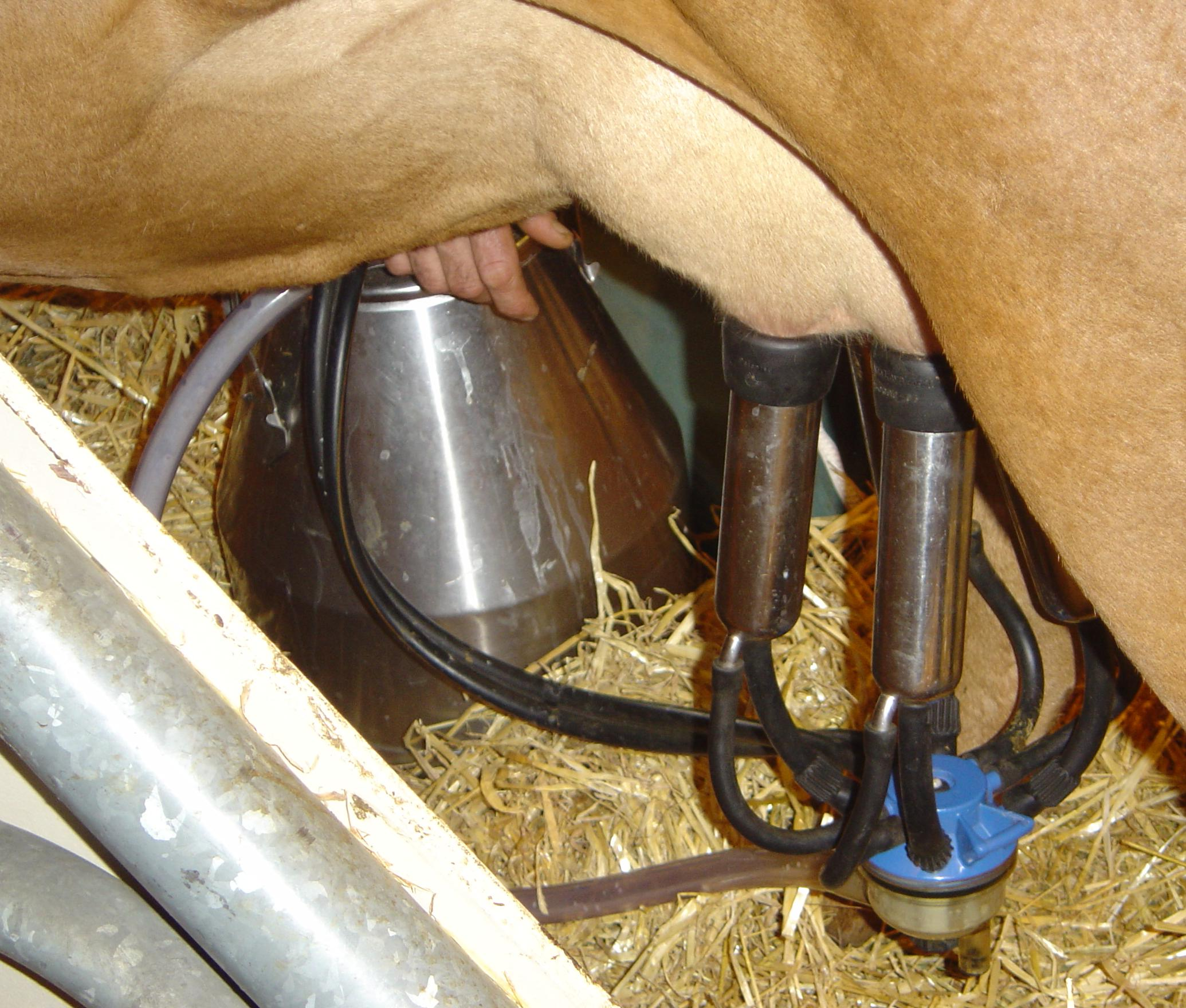
Ordenhadeira mecânica que funciona mediante sucção a vácuo. Note-se que as bombas de sucção chegam até a parte superior das tetas para evitar que o leite saia do recipiente metálico ou que haja dano às tetas

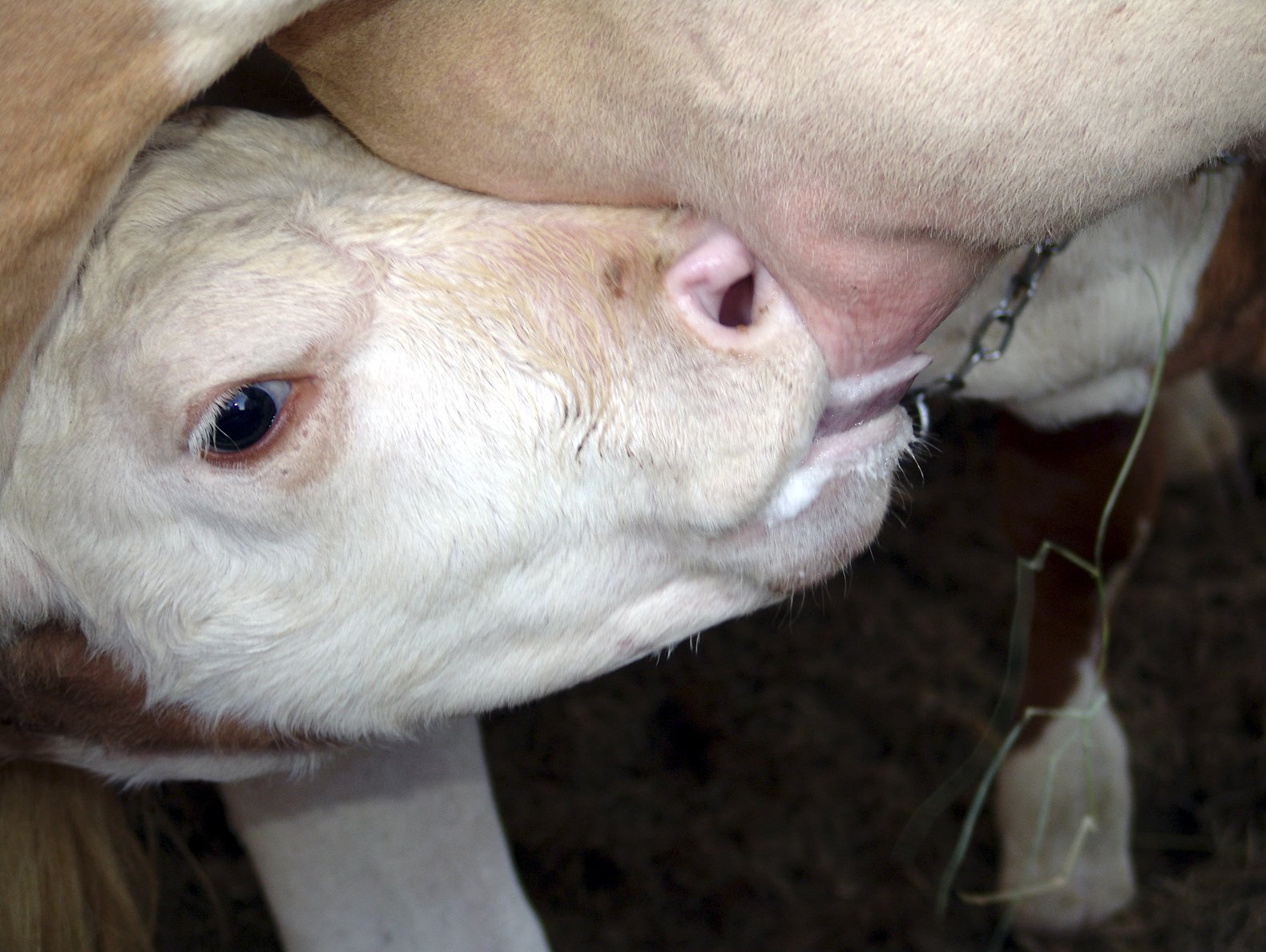
Bovino
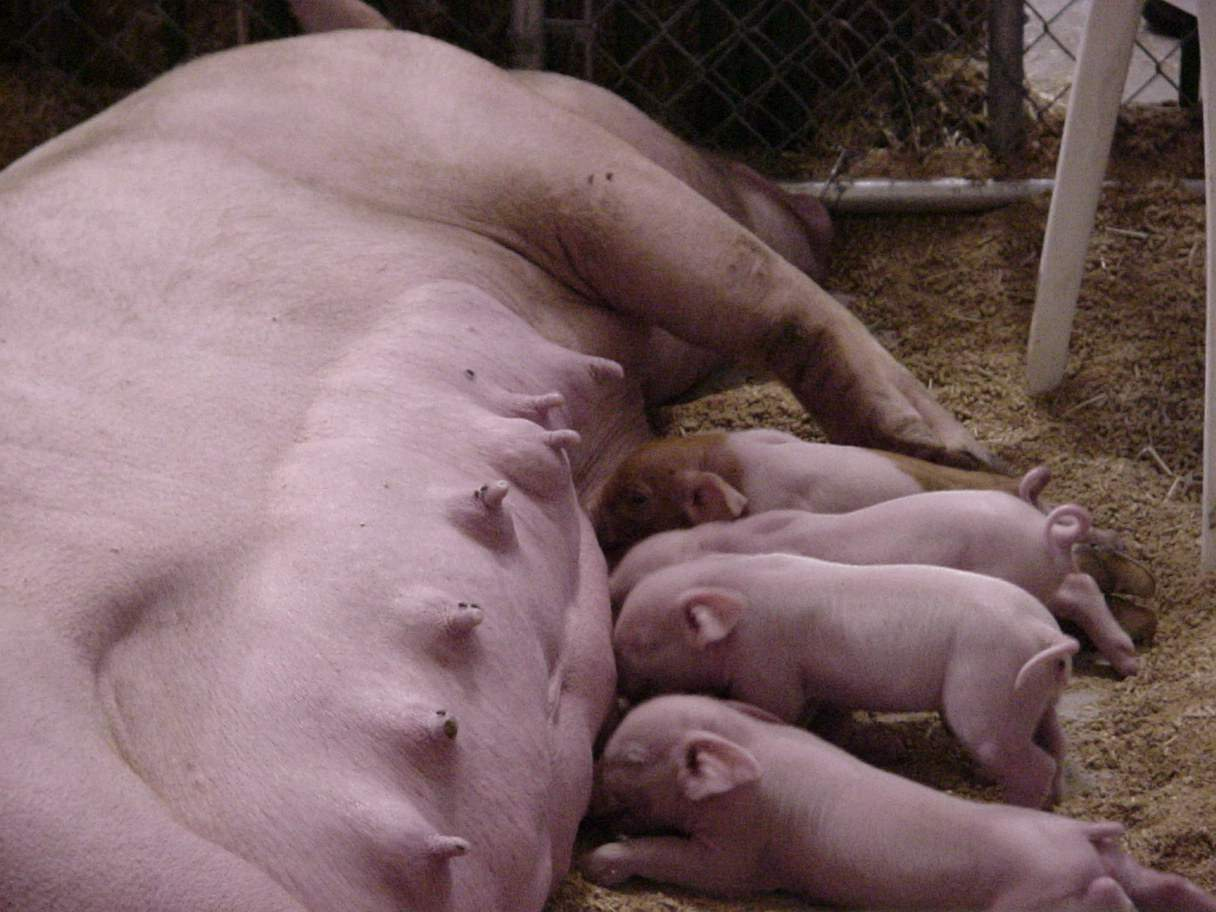
Suíno
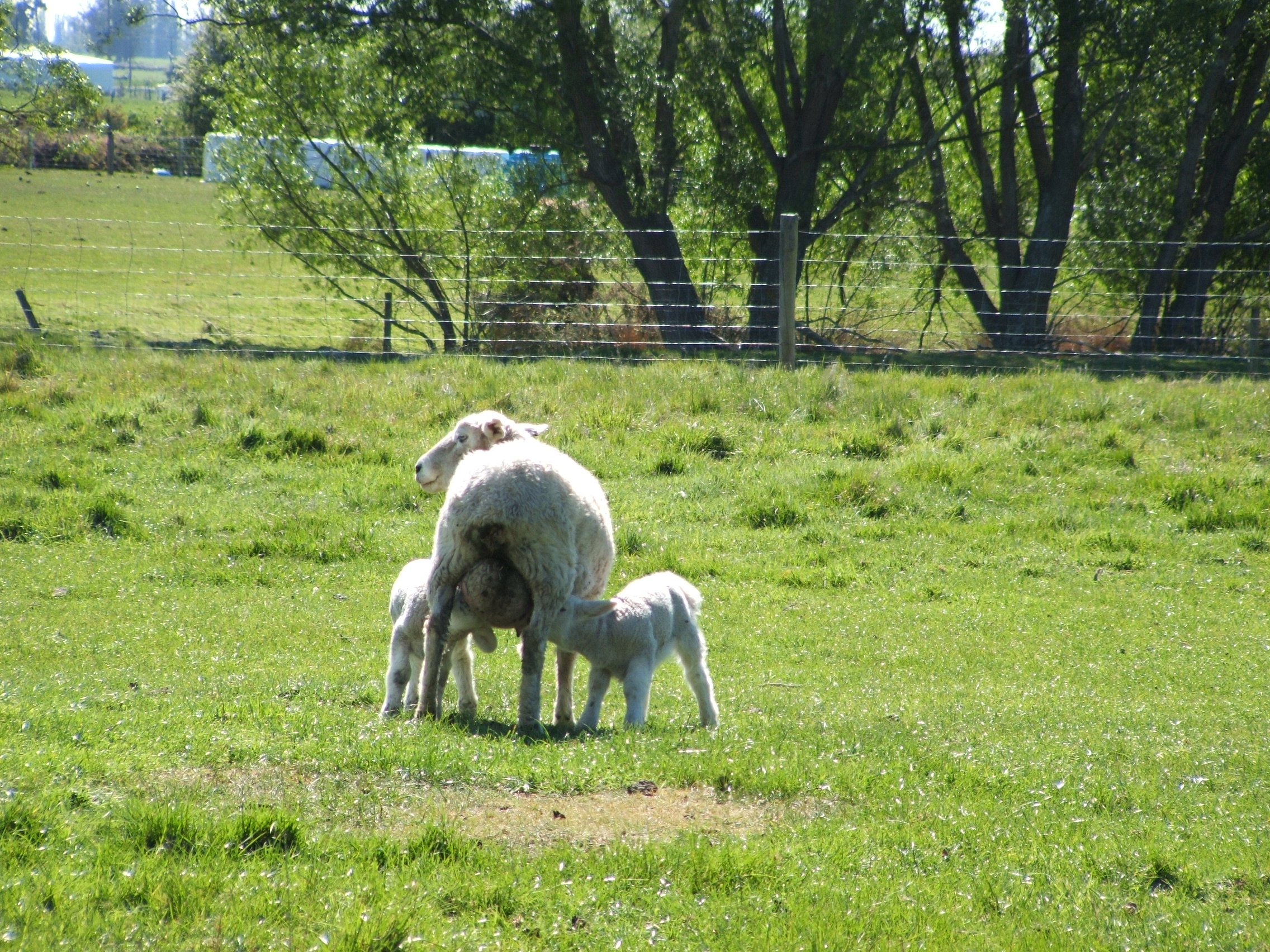
Ovino
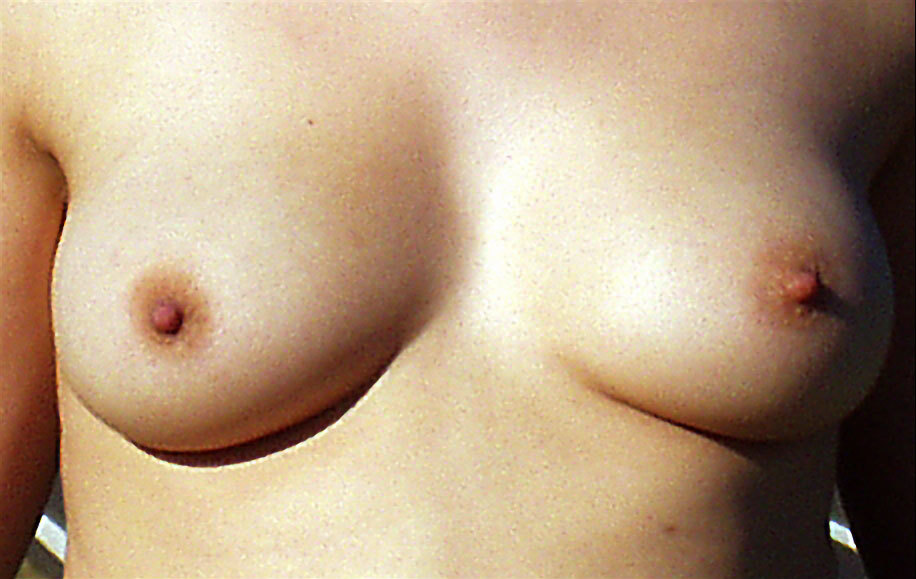
Humano

As técnicas de ordenha são basicamente duas:
- Manual: É preciso limpar o úbere do animal de maneira ascética (isto é, com um sabão especial e usando sempre água potável) para evitar contaminar o animal com mastite. Depois, o ordenhador sempre deve mirar diretamente o ventre da vaca, posicionar a mão direita numa teta do úbere, enquanto com a esquerda se agarra outros, no mesmo plano da mão, mas, no plano posterior do úbere, e depois inverter constantemente. Isto significa que cada mão ordenha um par de tetas, enquanto uma agarra o anterior de um par, a outra tira o posterior de outro par.
- Mecânica: Utiliza uma bomba de sucção que ordenha a vaca na mesma ordem da ordenha manual. Extrai o leite a vácuo. A diferencia reside em que o faz em menos tempo e sem risco de causar dano ao tecido do úbere. Emprega-se nas indústrias e em algumas granjas onde o gado leiteiro é muito grande. As bombas de sucção devem ser limpas com uma solução de iodo a 4%.

Ao realizar a ordenha, sempre devem realizar-se três tarefas:
1. Desinfeção da teta : a teta deve ser limpa com água corrente e de boa qualidade e preferencialmente tratada com hipoclorito de sódio.
2. Testes clínicos Isto se realiza com uma caneca telada com fundo preto. Os três primeiros jatos de cada teta deve ser descartado e mais três jatos serão lançados leite sobre caneca, deve-se observar se o leite depositado sobre a caneca forma glumos, pois a presença deles pode ser sinal de que o animal apresenta quadro de mastite. Outra forma de diagnosticar a mastite é através do exame CMT (California Mastite Test) ou teste da raquete. O diagnóstico é feito com uma raquete que é fabricada com quatro compartimentos um para cada teto, onde vai a solução CMT e o procedimento de coleta da amostra é realizado da mesma forma da caneca, e o leite na presença da solução CMT irá reagir com o leite e quando este estiver quadros de mastite ele ficará com aspeto de gel ou até formação de glumos dependendo do quadro de mastite, e o aspecto será comparado com a tabela padrão que vem acompanhado da solução CMT.
3. Secar a teta: Deve ser realizada com papel toalha descartável, a fim de evitar possíveis contaminações de uma vaca para outra.
4. Cuidado pós-ordenha: Após a ordenha os tetos devem ser desinfectados com solução de iodo glicerinado esta solução é para fechar o duto lactífero. Desta forma se evita que a teta se infecte. Após a ordenha a fêmea deve ser mantida de pé no mínimo por uma hora, para evitar contaminações com o solo, uma vez que, os dutos ainda se encontram abertos. E consegue manter as fêmeas em pé oferendo alimento de boa qualidade após a ordenha.

- Bovino
- Suíno
- Ovino
- Humano

## Propriedades

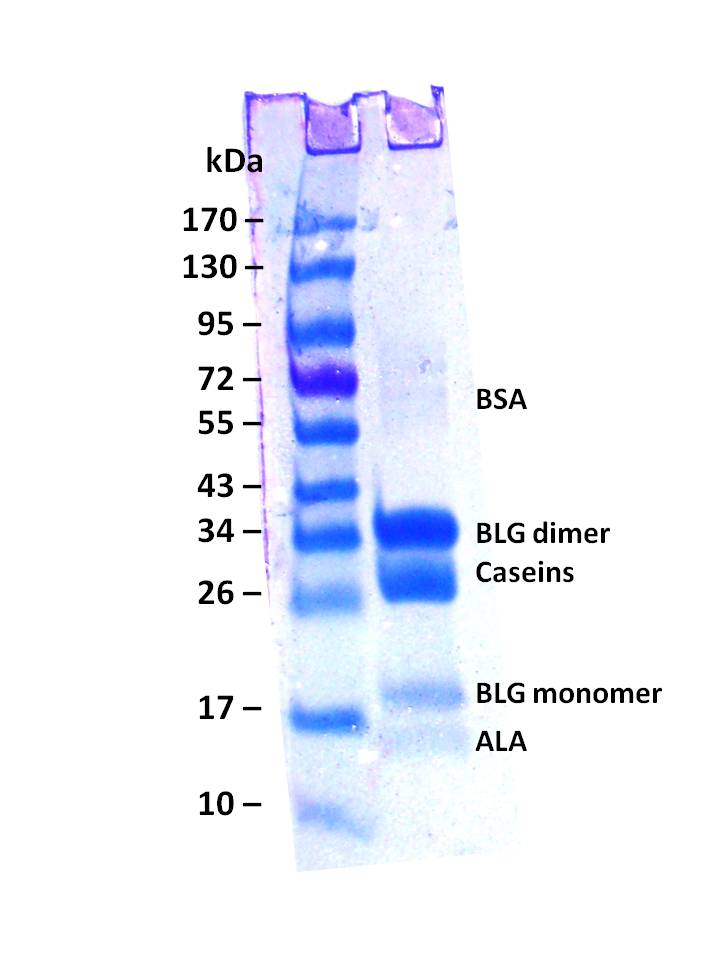
Eletroforese para imunoblote em gradiente de gel de poliacrilamida com distribuição das proteínas do leite de vaca por massa molecular

Nem todos os leites dos mamíferos possuem as mesmas propriedades. Pode-se dizer que, em regra, o leite é um líquido de cor branca e ligeiramente viscoso, cuja composição e características físico-químicas variam sensivelmente segundo as espécies animais, e inclusive segundo as diferentes raças. Estas características também variam no curso do período da lactação, assim como no curso de seu tratamento.
O leite de bovino tem uma densidade média de 1,032 g/ml. É uma mistura complexa e heterogênea composta por um sistema coloidal de três fases:
- Solução: os minerais, assim como os hidratos de carbono, se encontram dissolvidos na água.
- Suspensão: as substâncias proteicas se encontram com a água em suspensão.
- Emulsão: a gordura em água se apresenta como emulsão.

Contém uma proporção importante de água (cerca de 87%). O resto constitui o extrato seco que representa 130 gramas (g) por l, sendo a gordura de 35 a 45 g.
Outros componentes principais são os glucídios (lactose), as proteínas e os lipídios. Os componentes orgânicos (glucídios, lípidos, proteínas, vitaminas), e os componentes minerais (Ca, Na, K, Mg, Cl). O leite contém diferentes grupos de nutrientes. As substancias orgânicas (glúcidos, lípidos, proteínas) estão presentes em quantidades mais o menos iguais e constituem a principal fonte de energia. Estes nutrientes se dividem em elementos construtores, as proteínas, e em compostos energéticos, os glucídios e os lipídios.
A composição do leite de vaca pode variar em função da raça bovina que o produziu e da maneira como é processado. No Brasil, as principais raças de vacas leiteiras são a Holandesa e a Jersey. Em média, o leite bovino contém 3 a 3,5% de proteínas, além quantidades relevantes de vitamina A, vitamina D, ácido fólico (vitamina B9), vitamina B12, colina, cálcio, fósforo, magnésio, selênio, entre outras vitaminas e minerais em menores quantidades.
A proteína do leite pode ser dividida em duas subclasses: caseínas (80%) e proteínas do soro (20%) que formam um grupo de mais de trinta proteínas. Este último grupo permanece solúvel no soro após precipitação das caseínas em pH 4,6 as quais formam o coágulo. As caseínas (αS1, αS2, βA1, βA2, κ) e as proteínas do soro mostram propriedades físico-químicas e imunogênicas bem distintas. A principal proteína do soro do leite bovino é a beta-lactoglobulina, que inexiste no leite humano. Sua concentração fica em torno de 3 a 4 g/L. A beta-lactoglobulina apresenta-se no imunoblote do leite não aquecido, na forma de dímeros e monômeros. Outras proteínas do soro bovino presentes em menor quantidade são as imunoglobulinas, a lactoferrina, a lisozima, a lactoperoxidase, as proteases, as nucleases, etc. A lactose é o único carboidrato do leite de mamíferos e não está presente em nenhum outro alimento. Sua quantidade é mais alta no leite humano (6,2 a 7,5 g/100g) seguida pelo leite bovino e caprino (3,7 a 5,1 g/100g).

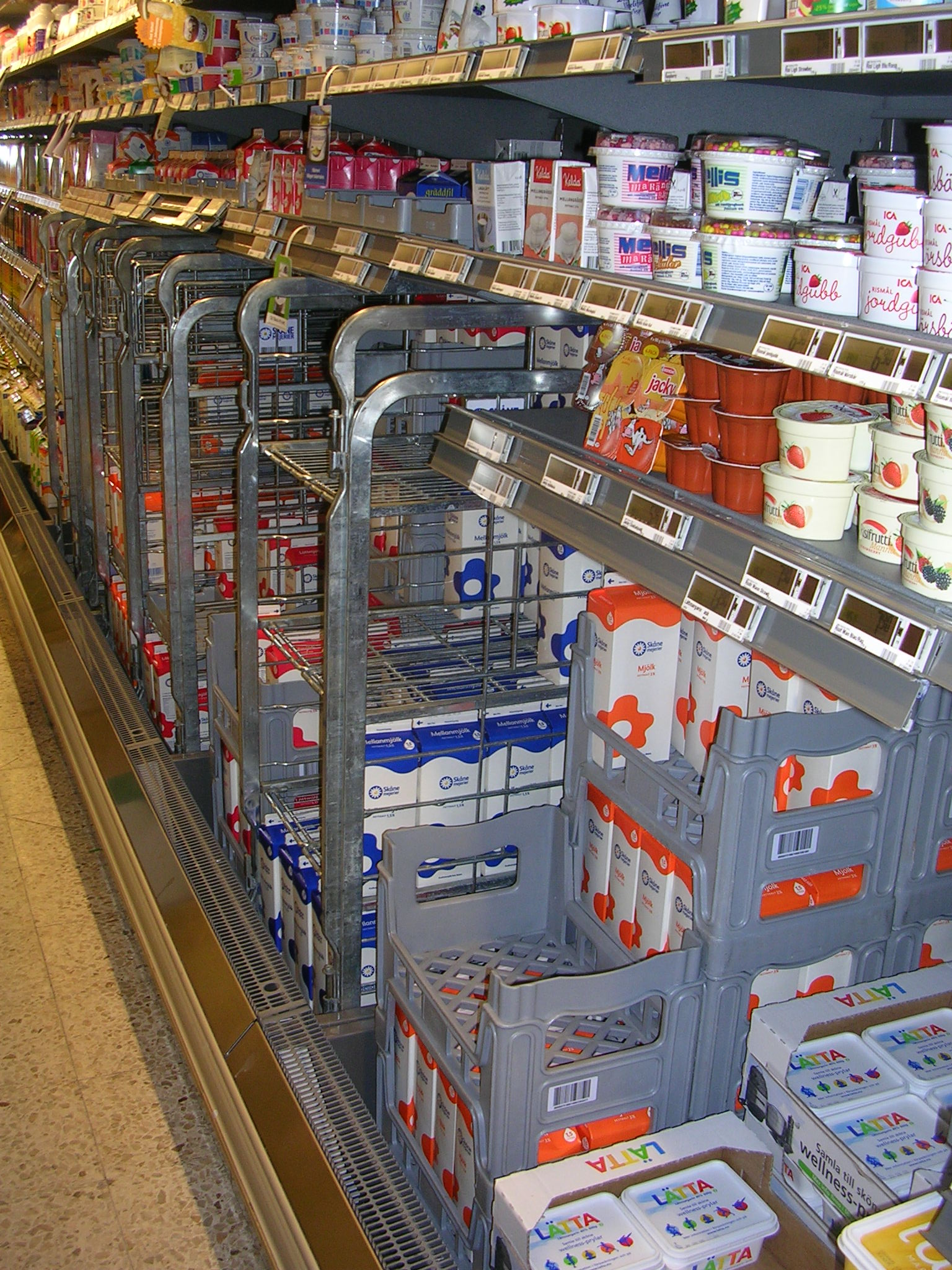
A variedade de laticínios existentes no mercado e os distintos tratamentos de leite é cada vez maior, como deixa explícito a foto superior de um mercado sueco

## Comercialização
A apresentação do leite no mercado é variável e o que, geral, aceita-se a alteração de suas propriedades para satisfazer as preferências dos consumidores. Uma alteração muito frequente é a desidratá-lo (liofilização), tornando-o leite em pó, o que facilita seu transporte e armazenagem. Também é usual reduzir o conteúdo de gordura, aumentar o de cálcio e agregar sabores.
Os requisitos que deve cumprir um produto para classificar-se nas diferentes categorias variam muito de acordo com a definição de cada país:
- Integral: tem conteúdo em gordura igual a 3%
- Leite desnatado: conteúdo gorduroso inferior a 0.5%
- Semi-desnatado: com um conteúdo gorduroso entre 0.5 e 2,9%
- Leite sem lactose.
- Saborizado: é o leite açucarado ou edulcorado à que se adicionam sabores tais como morango, cacau em pó, canela, baunilha, etc. Normalmente são desnatados ou semi-desnatadas.
- Galatita: plástico duro obtido do coalho do leite ou mais especificamente a partir da caseína e do formol.
- Leite em pó ou Liofilizado: leite do qual se extrai 95% de água mediante processos de atomização e evaporação. Apresenta-se num pó de cor creme. Para seu consumo, só é preciso adicionar água.
- Leite condensado, concentrado ou evaporado: deste leite, a água foi parcialmente extraída e ele tem aspecto mais espesso que o leite fluido normal. Pode ter açúcar, adicionado ou não.
- Leite enriquecido: são preparados lácteos aos quais se adiciona algum produto de valor nutritivo como vitaminas, cálcio, fósforo, omega-3 etc.

## Efeitos na saúde
Ainda que o leite seja um alimento natural e nutritivo, sua obtenção, tratamento, manejo e publicidade tem gerado controvérsia, que teve seu auge em 1960 e que atualmente continua mais como tendência ideológica que como revolução cultural. O leite gerou diversas polêmicas nas quais grande variedade de argumentos foi apresentada, das quais as duas mais importantes serão abordadas a seguir.
Desde a década de 60, é crescente a atenção às reações indesejadas desencadeadas na saúde humana em virtude do consumo do leite e seus derivados (queijos, manteiga, etc.). A busca ou introdução de outras formas proteicas de origem vegetal na dieta, como castanhas, nozes e as folhas verdes (couves, espinafre, feijão branco, gergelim) tem sido incentivada, sobretudo em razão de sensibilidades, alergias e intolerância à lactose, espécie de açúcar presente no leite, cuja digestão é prejudicada ou dificultada para o organismo humano. A polimerização das proteínas do leite de vaca é uma técnica promissora para diminuir a alergenicidade do leite de vaca.

#### Autismo
Não existem evidências robustas que apoiem a eficácia de uma dieta isenta de caseína no tratamento do autismo. Os experimentos foram realizados usando exames específicos mas esses peptídeos não puderam ser detectados nas amostras de urina dessas crianças.

#### Anemia
A OMS recomenda que bebês recém-nascidos não sejam, a não ser em casos de recomendação médica por problemas de saúde da mãe, alimentados com leites de animais. O consumo de leite de vaca em crianças com idade inferior a cinco anos está associada a um aumento do risco de anemia.

#### Leite e cancro (ou câncer)
O consumo excessivo de lacticínios está associado a um aumento do risco de cancro da próstata e de carcinomas serosos do ovário. Alguns estudos sugerem uma associação entre o consumo de lacticínios e a doença de Parkinson.
O consumo excessivo de leite pode ainda diminuir a esperança de vida ao aumentar o stress oxidativo. No entanto, este risco é diminuído pelo consumo de antioxidantes em fruta e vegetais.

## Deterioração do Leite e Derivados
Os microrganismos necessitam de condições especiais para a sua multiplicação. Os alimentos podem fornecer o ambiente ideal para o crescimento de microrganismos devido as suas características, como o pH, atividade de água (Aw), potencial oxi-redução (Eh), composição química. Não somente características inerentes ao alimento, o ambiente também pode favorecer o desenvolvimento dos microrganismos por meio da variação de temperatura, umidade e composição química do ar.
Por sua composição, o leite é considerado um dos alimentos mais completos em termos nutricionais e fundamentais para dieta humana, mas pela mesma razão, constitui num excelente substrato para o desenvolvimento, desde a ordenha até o armazenamento do produto, de uma grande diversidade de microrganismos, inclusive os patogênicos. Isto, por sua vez, pode causar a diminuição da vida útil do produto, prejuízos econômicos, além de representar risco a saúde do consumidor.
Na contaminação, as substâncias inibitórias para os microrganismos, como a lactoperoxidase e aglutininas, que estão presentes em leite cru recentemente ordenhado, rapidamente são inativadas. Essa contaminação pode ocorrer desde a ordenha do material ao armazenamento. Os equipamentos para manipulação, transportes, processamento, além do manipulador, são capazes de transferir microrganismos que irão se desenvolver em condições propícias do leite.
A determinação de um leite com qualidade pode ser definida em termos de sua integridade, ou seja, livre da adição de substâncias e/ou remoção de componentes; de sua composição química e características físicas; e de sua deterioração microbiológica e presença de patógenos
Com isso, devido ao crescimento do setor lácteos, a indústria começou a procurar alternativas e soluções para aumentar a vida útil do produto. Uma das medidas, que passou a ser adotada no Brasil, na década de 1990 consistiu no resfriamento do leite estocado. Isso contribuiu na redução de deterioração desse alimento por bactérias mesófilas. No entanto, surgiu outro problema para a indústria de lácteos, que, em razão do tempo prolongado de permanência do leite cru em temperatura de refrigeração, favoreceu o desenvolvimento de bactérias psicrotróficas, as quais produzem enzimas termorresistentes, que mesmo após alguns processos de tratamento, como a pasteurização, continuam agindo no leite. Não somente a refrigeração, outras medidas devem ser adotadas para permitir maior qualidade e tempo de vida útil do produto, como a higienização durante a ordenha, armazenamento e transporte do produto.
São diversas as mudanças que os microrganismos podem provocar nos alimentos, sendo importante destacar que os fatores intrínsecos ou extrínsecos podem potencializar ou reduzir essas modificações

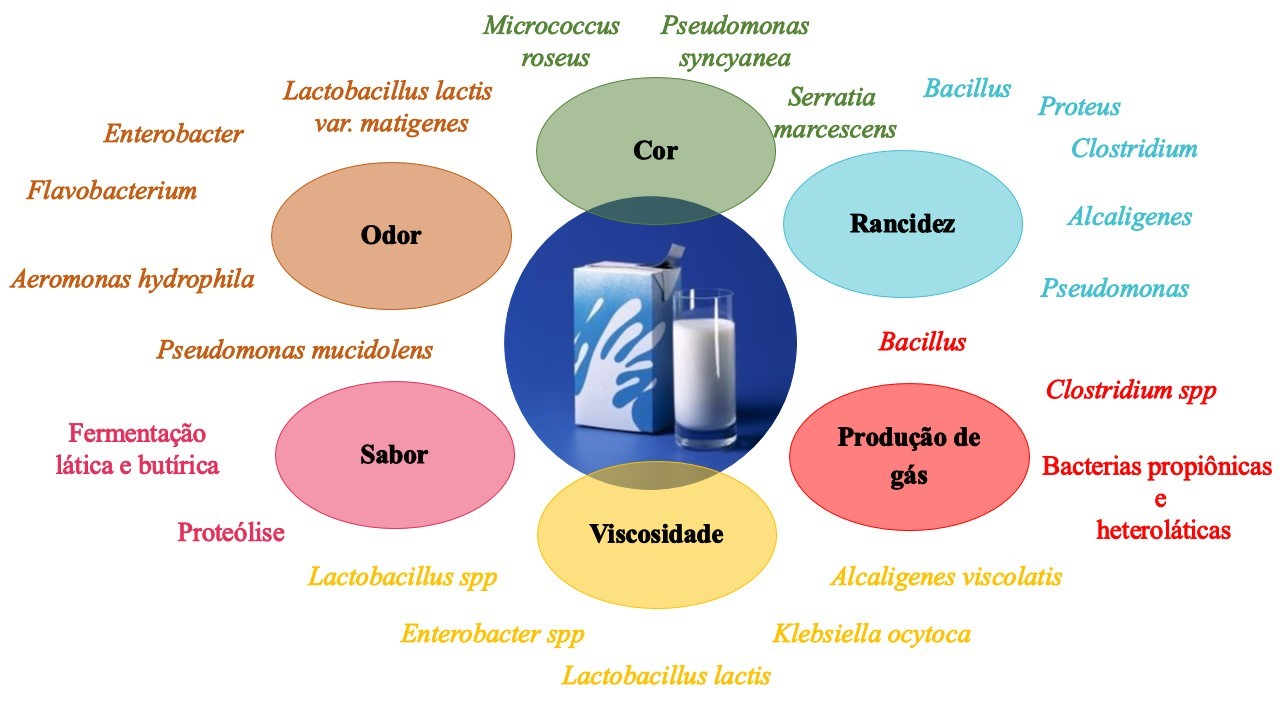

1. Sabor: O sabor ácido são decorrentes de reações de fermentação de açúcares por bactérias presentes nesses produtos, como a fermentação lática e a butírica. Esse tipo de deterioração geralmente ocorre quando a temperatura não é controlada, no qual por meio de sua elevação, o leite pode ficar com essa característica. Já o sabor amargo é devido a presença de peptídeos decorrentes da proteólise causadas por alguns microrganismos.[56]
2. Odor: Assim como o sabor ácido, o aroma ácido surge devido a reações de fermentação de açúcares, que são as lática e butírica. O aroma de queimado ou caramelo, pode ser produzido por cepas de Lactobacillus lactis var. maltigenes. Dependendo do microrganismo presente no leite, o odor será característico, assim como se seguem os exemplos: odor de estábulo é provocado pela Enterobacter, o de babata por Pseudomonas mucidolens e o de peixe por Aeromonas hydrofila[58]
3. Cor: Os fatores intrínsecos do leite contribuem diretamente na mudança de coloração do produto, como por exemplo o pH. Além disso, as alterações de cor podem ser em decorrência de outras reações químicas ou pelo crescimento de microrganismos produtores de pigmentos. O crescimento de Pseudomonas syncycea pode produzir a coloração azul e amarela, no qual esta última somente na porção cremosa. O gênero Flavobacterium também produz pigmento amarelo. Serratia marcences, Micrococcus roseus e algumas leveduras produzem colônias vermelhas e rosas na superfície do leite ou do creme.[55]
4. Viscosidade: O aumento da viscosidade na superfície do leite pode ser devido ao crescimento de Alcaligenes viscolatis ou pode mudar a viscosidade por todo o interior do líquido, podendo ser devido ao desenvolvimento de Enterobacter spp., Lactobacillus spp., Lactococcus lactis e Klebsiella oxytoca.[54]
5. Produção de Gás: As principais bactérias produtoras de gás são os coliformes, como o Cloristridium spp e outras do gênero Bacillus, responsáveis pela produção CO2. Normalmente a produção de gás é acompanhada pela acidificação do leite e derivados. A produção pode ser visualizada pelo leite em estado líquido por meio da formação de espumas na superfície. Em queijos, os responsáveis são as bactérias propiônicas e no leite condensado, as leveduras fermentadoras de sacarose.[55]
6. Rancidez: Algumas bactérias provocam a hidrólise e oxidação de gorduras por meio de enzimas lipolíticas. Os produtos originados dessas reações são responsáveis pela produção do odor e sabor característico de rancificação.[55]

## Sociedade e cultura
Veganos e alguns outros vegetarianos não consomem leite por razões relacionadas principalmente aos direitos dos animais e ao vegetarianismo ambiental. Podem opor-se às características da produção dos lácteos, inclusive quanto à necessidade de manter as vacas leiteiras grávidas ou de abater quase todos os seus descendentes masculinos (quer pelo trauma da separação logo após o nascimento, quer para a produção de vitela ou “baby beef”. Outros alegam ainda a crueldade pelo abate das vacas após a sua vida produtiva.
Curiosamente, alguns integrantes da filosofia de saúde Adventista do Sétimo Dia, os quais apoiam e divulgam um estilo de vida baseado em hábitos naturais ligados a um regime vegetariano mais estrito, advogam que embora o uso de produtos lácteos não seja de todo descartável, seria importante adotar metodologias de substituição por novas e simples alternativas proteicas de origem vegetal, a exemplo do leite extraído a partir das amêndoas, nozes ou castanhas, etc.[carece de fontes?] no preparo das refeições. A diretiva estaria relacionada à prevenção quanto a eventuais doenças que possam comprometer a carne, o leite ou derivados advindos dos rebanhos animais criados em larga escala, não obstante o constante aprimoramento de técnicas de profilaxia e assepsia desenvolvidas e aplicadas para garantir o consumo adequado de tais produtos.

## Consumo no Mundo
O consumo de leite tem aumentado drasticamente em todo o mundo, principalmente na forma de produtos lácteos processados.
| País           | Leite (lt) | Queijo (kg) | Manteiga (kg) |
| -------------- | ---------- | ----------- | ------------- |
| Irlanda        | 135,6      | 6,7         | 2,4           |
| Finlândia      | 127,0      | 22,5        | 4,1           |
| Reino Unido    | 105,9      | 10,9        | 3,0           |
| Austrália      | 105,3      | 11,7        | 4,0           |
| Suécia         | 90,1       | 19,1        | 1,7           |
| Canadá         | 78,4       | 12,3        | 2,5           |
| Estados Unidos | 75,8       | 15,1        | 2,8           |
| União Europeia | 62,8       | 17,1        | 3,6           |
| Brasil         | 55,7       | 3,6         | 0,4           |
| França         | 55,5       | 26,3        | 7,5           |
| Itália         | 54,2       | 21,8        | 2,3           |
| Alemanha       | 51,8       | 22,9        | 5,9           |
| Grécia         | 49,1       | 23,4        | 0,7           |
| Países Baixos  | 47,5       | 19,4        | 3,3           |
| Índia          | 39,5       | -           | 3,5           |
| China          | 9,1        | -           | 0,1           |

## Variedades
- De vaca, ou bovino é largamente utilizado na alimentação humana, e rico em vitamina A e cálcio, Obtém-se 32% da ingestão diária recomendada de cálcio ao tomar-se um copo de leite de vaca (250mL).[66]
- De búfala, muito apreciado e mais gorduroso que o leite bovino.
- De cabra, muito comum no Nordeste brasileiro, existem controvérsias quanto ao consumo, mas alguns institutos apontam ele como sendo o tipo de leite mais consumido no mundo.
- De camela, muito apreciado entre os beduínos, povo nômade do norte de África.
- De égua, consumida na Ásia Central, utilizada na fabricação da bebida Kumis

### Leite humano

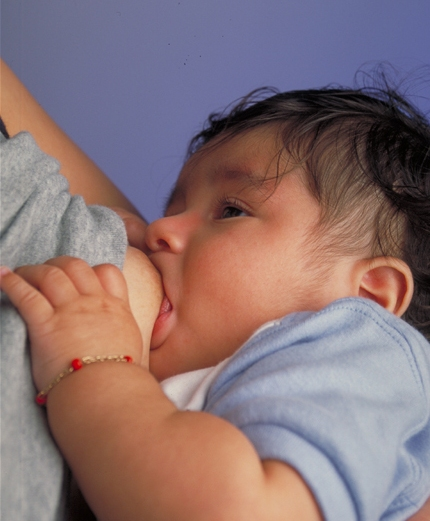
Um bebé alimentando-se com leite materno

Designa-se leite materno o leite produzido pelas mulheres e que é utilizado para alimentar os bebês. O leite materno é a primeira e principal fonte de nutrição dos recém-nascidos até que se tornem aptos a comer e digerir os alimentos sólidos.
- Tem características variadas dependendo da idade gestacional do recém-nascido e cronológica do recém-nascido e da duração da amamentação em si.
- É produzido pela mãe de um recém-nascido prematuro ou não, possui grande quantidade de imunoglobulinas (anticorpos).
- Nos primeiros dias de idade o leite tem características bem diferentes, contendo pouca gordura e mais imunoglobulinas, é o chamado colostro.
- Entre os humanos, é bastante comum que a mãe tenha pouco leite logo após o parto, principalmente se for seu primeiro filho. A "descida" do leite pode demorar até uns quatro dias e é conhecida como apojadura.

### Categorias de leite animal comercializado no Brasil

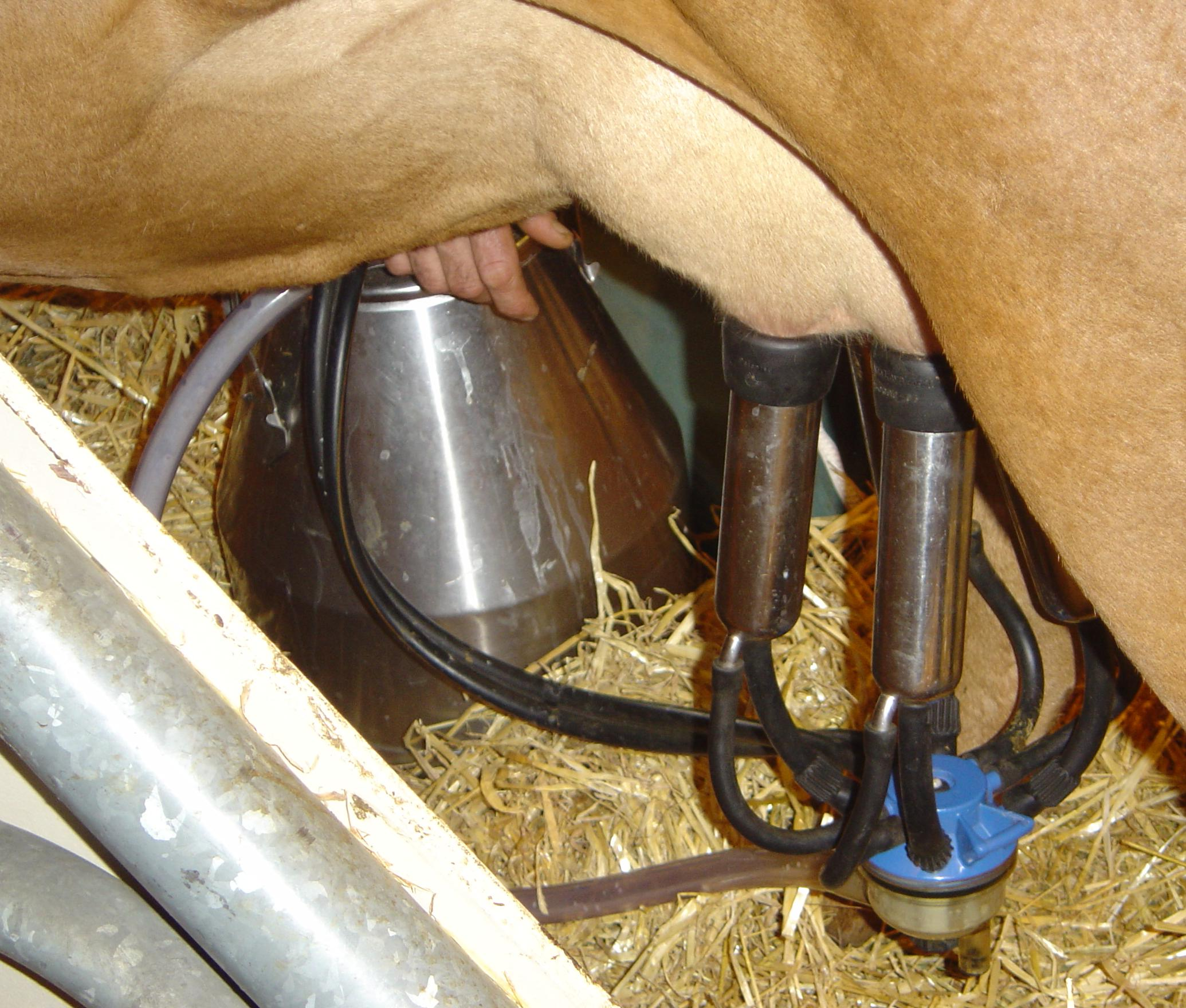
Ordenha de leite mecânica

Ao contrário do que muita gente pensa, não há diferença nas classificações abaixo quanto ao nível de gordura. A quantidade de gordura é indicada por outra classificação: leite integral, padronizado, semi-desnatado ou desnatado.

#### Leite tipo A
Leite in natura, é retirado pela ordenha mecânica e vai direto para um tanque, onde é aquecido até 70-75°C e depois resfriado. Esse processo chama-se pasteurização. Em seguida, vai para a máquina embaladora. Todo o processo é feito na própria fazenda, com o mínimo de contato humano.
Devido à qualidade do processo, o leite Tipo A tem menos contaminantes, e portanto demora mais a estragar do que os leites B e C.
Em relação aos microrganismos pode ter até 10 000 UFC/ml antes da pasteurização, e até 500 UFC/ml após a refrigeração. A quantidade de Coliformes Totais pode ser de 2/ml

#### Leite tipo B
Assim como no leite tipo A, a ordenha deve ser mecânica. O local de armazenamento é mais sofisticado do que o tipo C, devendo ser sempre refrigerado (a aproximadamente 4°C). O processo industrial de pasteurização, bem como o envasamento, podem ser feitos em laticínio fora da fazenda.
A mecanização contribui para a excelência na extração do leite tipo B, possuindo assim, menos contaminantes do que o leite tipo C. Como há transporte até o laticínio, há maior exposição ao ambiente do que no caso do leite tipo A. Assim fica com maior concentração de contaminantes e tem durabilidade intermediária entre os tipos A e C.
Em relação aos microorganismos pode ter até 500 000 UFC (unidade formadora de colônia/ml) antes da pasteurização e até 40 000 UFC/ml apos a refrigeração. Coliformes totais ausentes em 1/ml

#### Leite tipo C
A ordenha pode ser manual ou mecânica. O leite pode ser armazenado em tanques não refrigerados antes de seguir para o laticínio onde será pasteurizado e envasado.
Em relação aos microrganismos antes da pasteurização não tem limites e após a refrigeração pode ter até 150 000 UFC/ml. A tolerância de Coliformes Totais é de 0,2/ml.

#### Leite LTH (pasteurização lenta)
É feita por BATELADA, processo descontinuo que pasteuriza uma grande quantidade de leite de uma única vez, onde o leite é aquecido na temperatura de 62 °C a 65 °C por cerca de 30 minutos, normalmente se usa de 100 a 500 litros de leite. Nutricionalmente falando se perde vitaminas neste processo, por se aquecer a tanto tempo, principalmente as termolábeis.

#### Leite HTST (pasteurização rápida)
É mas eficiente, seu processo não é de Batelada e sim contínuo, o leite é aquecido à temperatura de 72 °C a 78 °C por 15 segundos. As perdas nutricionais e de vitaminas são quase nulas.
A pasteurização (processo usado nos leite LTH e HTST) elimina bactérias na forma vegetativa. Não mata esporos e nem as bactérias deteriorantes (que são as que "azedam" o leite)

#### Leite UHT (alta temperatura)
Considerado como um processo de esterilização comercial, na pasteurização via UHT ocorre a eliminação da maior parte de bactérias patogênicas (99,99%), deteriorantes. É o que se chama de processo industrial e também de "longa vida", pois este processo de "esterilização" aumenta a durabilidade deste leite. O leite é aquecido à temperatura de 130 °C a 150 °C por 2 a 4 segundos. Por causa da alta temperatura do processo ocorre a desnaturação de alguns nutrientes e vitaminas, que ocasiona a perda dos mesmos.